# Bolsa de Comercio de Córdoba
Die Bolsa de Comercio de Cordoba (BCC) ist eine Wertpapierbörse mit Sitz im argentinischen Cordoba.

## Geschichte
Am 5. September 1900 unterzeichnete das Commercial Union Center das Gründungsgesetz der Córdoba Stock Exchange. Durch die Förderung von Gewerkschaften und Industriegewerkschaften bot die Börse einen beispiellosen rechtlichen und institutionellen Rahmen für den Unternehmenssektor, der dessen Repräsentativität gegenüber anderen gesellschaftlichen Sektoren sicherte und seine strategischen Interessen wahrte. Im Laufe ihres institutionellen Bestehens festigte sich die Börse als eine Einheit, die die offene und wettbewerbsfähige Marktwirtschaft verteidigt und private Aktivitäten als Motor des Wachstums und der Entwicklung der Provinz unterstützt. Heute listet sie die wichtigsten Unternehmen der lokalen Produktivkräfte aus allen Wirtschaftssektoren sowie mehr als hundert KMU und etabliert sich als führender Akteur im Wirtschaftssektor.

2024 bezog das Unternehmen seinen neuen Sitz. 
Mit Milei und Llaryora. Die Börse von Córdoba hat ihren neuen Hauptsitz eingeweiht: So sah es aus Präsident Javier Milei und Gouverneur Martín Llaryora leiteten die Eröffnungsveranstaltung des Gebäudes im Airport Business Park (PEA).